# Табак мост
Табак мост (алб. Ura e Tabakëve) је мост који се налази у Тирани, Албанија. Направљен је у 18. веку у Османском царству и повезивао је Тирану са планинским областима, тачније Дебром и области Мат и био део пута који се називао алб. Rruga e Shëngjergjit којим је трговачким караванима транспортована роба (углавном стока и прехрамбени производи) за потребе Тиране и осталих региона у тадашњем Скадарском вилајету Османског царства.
Пошто се велики број становника који су се бавили прерадом меса и штављењем коже населио у непосредној близини моста, мост је добио назив табак (тур. Tabaklama) што је турцизам који значи штављење коже.
Пошто је река Лана тридесетих година 20. века променила свој ток, мост је остао на сувом и изгубио своју функцију, па данас служи за прелаз пешака и као туристичка атракција.